# Oreophryne ezra
Espèce
Oreophryne ezra est une espèce d'amphibiens de la famille des Microhylidae.

## Répartition
Cette espèce est endémique de l'île Vanatinai dans l'archipel des Louisiades en Papouasie-Nouvelle-Guinée. Elle se rencontre entre 630 et 800 m d'altitude sur le mont Rio.

## Description
Oreophryne ezra mesure entre 22 et 26 mm. 

## Étymologie
Son nom d'espèce, ezra, lui a été donné en référence au nom de l'épouse d'Edward Frederick Kraus.

## Publication originale
- Kraus & Allison, 2009 : A remarkable ontogenetic change in color pattern in a new species of Oreophryne (Anura: Microhylidae) from Papua New Guinea. Copeia, vol. 2009, no 4, p. 690-697.